# A Nosa Terra
A Nosa Terra (en castellano, Nuestra Tierra) fue un periódico gallego fundado el 4 de agosto de 1907 como vocero de Solidaridad Gallega, y editado en La Coruña. Posteriormente fue el órgano de expresión de las Irmandades da Fala (1916-1932) y del Partido Galeguista (1932-1936). En sus inicios fue una publicación bilingüe, pero posteriormente se editó íntegramente en gallego y fue fundamental para la extensión del ideal galleguista.

## Periodicidad
A Nosa Terra tuvo una periodicidad muy variable. Comenzó publicándose decenalmente para pasar a salir quincenalmente hasta la dictadura de Primo de Rivera, durante la que se publicó mensualmente. En junio de 1933 regresó a la periodicidad decenal.

## Historia
El primer número de su segunda etapa se publicó el 14 de diciembre de 1916 en La Coruña y constaba de ocho páginas. Antón Villar Ponte fue su director hasta la IV Asamblea de las Irmandades da Fala (1922). A partir de entonces será Víctor Casas quien lleve el peso real de la dirección, aunque nominalmente fueron directores Alexandre Bóveda, Aquilino Iglesia Alvariño en 1933 y Ramón Suárez Picallo en 1934. El 1 de febrero de 1932, poco después del nacimiento del Partido Galeguista, se convirtió en su órgano de expresión oficial y la redacción se trasladó a Pontevedra. En junio de 1933 se dejó de publicar durante algún tiempo debido a dificultades financieras.
En 1917 contaba con 2000 subscriptores, en 1931 con 500 y en 1935 con 1000, aunque se desconoce la tirada exacta. Los recursos económicos de la publicación provenían de las subscriciones, de la publicidad, de las donaciones de los emigrados gallegos de América y de las Irmandades da Fala primero y el Partido Galeguista después.
El 17 de julio de 1936 salió el último número de esta época de A Nosa Terra debido al golpe militar que sería el responsable de su cierre y de la muerte por fusilamiento de su director Víctor Casas, a manos de las tropas franquistas en Poyo (Pontevedra), junto a otros diez republicanos.

### A Nosa Terrade Argentina (1938-1972)
Posteriormente el periódico volvería a salir esporádicamente en Buenos Aires entre 1938 y 1972, sosteniéndose con el apoyo de emigrantes y exiliados.

### El semanarioA Nosa Terra(1977-2011)
El 4 de diciembre de 1977 reaparece la cabecera en Galicia siendo durante muchos años la única publicación escrita íntegramente en gallego. Funcionó siempre como semanario, aunque en diversos períodos se publicó quincenalmente por problemas económicos, endémicos durante toda esta etapa de 33 años. Desde diciembre de 2007 publicó una edición digital diaria, aunque la experiencia en la web se había iniciado en 1999. La dirección de la publicación recayó sucesivamente en Margarita Ledo (1977-1980), Xosefina L. Corral (1980-1981), Xosé Currás (1981-1983), Afonso Eiré (1983-2007, 2011) y Manuel Veiga (2007-2010). 
En agosto de 2010 la empresa editora, Promocións Culturais Galegas S.A. anunció la suspensión de pagos y el cierre del semanario. Durante un año siguió actualizándose la edición electrónica, que cerró definitivamente el 23 de septiembre de 2011.

## Colaboradores
En A Nosa Terra colaboraron casi todos los intelectuales galleguistas del primer tercio del siglo XX:
- Herminia Fariña Cobián
- Roberto Blanco Torres
- Ramón Cabanillas
- Luis Amado Carballo
- Ricardo Carballo Calero
- Leandro Carré Alvarellos
- Castelao[3]
- Evaristo Correa Calderón
- Xosé Filgueira Valverde
- Gonzalo López Abente
- Antón Losada Diéguez
- Manuel Antonio
- Xaime Quintanilla
- Lois Peña Novo
- Luus Porteiro Garea
- Aurelio Ribalta
- Vicente Risco
- Xoán Vicente Viqueira
- Juan Antonio Suárez Picallo
- Delmi Álvarez
- Xesús Campos, Chichi)